# استانتون (آیووا)
استانتون (به انگلیسی: Stanton) شهری در ایالت آیووا کشور ایالات متحده آمریکا است که جمعیت آن در سرشماری سال ۲۰۱۰ میلادی، ۶۸۹ نفر بوده‌است.